# Parafreutreta producta
Parafreutreta producta es una especie de insecto del género Parafreutreta de la familia Tephritidae del orden Diptera.

## Historia
Fue descrita científicamente por primera vez en el año 1957 por Munro.